# Cornell Rochester
Cornell W. Rochester (* Juli 1957 in Philadelphia) ist ein amerikanischer Fusion- und Jazzmusiker (Schlagzeug).

## Leben und Wirken
Rochester begann bereits in seiner Kindheit, Schlagzeug zu spielen. Er erhielt Unterricht bei Sherman Ferguson und spielte in lokalen Funkbands und Orgeltrios. 1980 holte ihn Odean Pope in seine Band; gemeinsam mit Gerald Veasley entstand das Album Almost Like Me (Moers Music, 1982). 1982 trat er auch mit James Blood Ulmer auf. In den nächsten Jahren holte ihn Jamaaladeen Tacuma in seine Band. Gemeinsam mit Veasley spielte er 1985 das Album One Minute of Love für Gramavision Records ein, für das es zur Zusammenarbeit mit Willie Williams, aber auch mit Ulmer und mit John Zorn kam. In den späten 1980er Jahren gehörte er zu The Zawinul Syndicate, um dann mit Ulmer und David Murray (und weiteren Saxophonisten) in der Music Revelation Society zu arbeiten. 1993 legte er sein Debütalbum unter eigenem Namen (I Said Your Mother’s on the Pipe) vor. In Europa kam es daneben immer wieder zu Treffen mit Tacuma und den Niederländern Paul van Kemenade, Wolter Wierbos und Jan Kuiper. In den letzten Jahren ist er nur vereinzelt aufgetreten, so 2017 im Trio mit Pope und Veasley. Weiterhin kam es zu Aufnahmen mit Friedrich Gulda und mit Adam Unsworth.